# پرسمی‌های گینه نو
پَرسمی‌های گینه نو Pseudorectes یک سرده از پرندگان تیرۀ سوت‌زنان (Pachycephalidae) و بومی گینه نو است.

### گونه‌های موجود
شامل گونه‌های زیر است:
- پَرسمی شکم‌سفید ( Pseudorectes incertus )
- پَرسمی زنگاری ( Pseudorectes ferrugineus )

### گونه‌های پیشین
در گذشته، برخی مقامات، گونه‌ها (یا زیرگونه‌های) زیر را به عنوان گونه‌هایی در سردۀ Pseudorectes می‌دانستند:
- سوت‌زن پری‌شاهرخی (به عنوان Pseudorectes cinnamomeum ) [۱]